# Пико-де-гайо
Пико-де-гайо (исп. pico de gallo, дословно — «клюв петуха», также встречается устаревшая транскрипция пико-де-гальо) — свежий соус мексиканской кухни из размельчённых помидоров, белого лука и острого перца чили.
В этом соусе из семьи сальса могут присутствовать и другие ингредиенты, например лайм, лимон, кинза, авокадо, огурец и редис.
В некоторых регионах Мексики под pico de gallo подразумевают овощной салат с соком лиметты и солёным порошком из чили, в то время как под сальсой там понимают salsa picada или salsa mexicana, потому что она содержит цвета флага Мексики — красный (помидоры), белый (лук) и зелёный (перец чили).